# Agentschap Integratie en Inburgering
Het Agentschap Integratie en Inburgering is een agentschap van de Vlaamse overheid dat het inburgerings- en integratiebeleid in Vlaanderen uitvoert.
Vlaams minister Geert Bourgeois (N-VA) wilde met een agentschap de hele sector bundelen, die bestond uit een hele reeks organisaties en verenigingen. Op dit plan kwam echter veel kritiek. Desondanks werd het integratie- en inburgeringsdecreet goedgekeurd door het Vlaams Parlement op 29 mei 2013 (decreet van 7 juni 2013). Dit vervangt het integratiedecreet van 28 april 1998 en het inburgeringdecreet van 28 februari 2003. Het agentschap zelf werd opgericht op 22 november 2013 door de regering-Peeters II.
Per 1 januari 2015 werden een aantal regionale verenigingen en organisaties deel van dit agentschap.
De raad van bestuur werd voorgezeten door Zuhal Demir (N-VA). Zij nam ontslag toen ze in februari 2017 staatssecretaris werd voor Armoedebestrijding, Gelijke Kansen, Personen met een beperking, Grootstedenbeleid en Wetenschapsbeleid. Meral Özcan (Open Vld) volgde haar op als waarnemend voorzitter. Sinds oktober 2017 is Roel Verhaert voorzitter.
In juli 2014 werd Leen Verraest, tot dan adjunct-kabinetschef van minister Bourgeois, als algemeen directeur van het agentschap aangesteld. Op 15 februari 2020 werd Jo De Ro aangesteld als haar opvolger. Op 17 februari 2025 werd hij opgevolgd door Isabelle Heyndrickx.

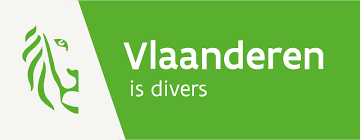